# روف ۸۱۴۹
سیارک ۸۱۴۹ (به انگلیسی: 8149 Ruff، نامگذاری:1985JN1) هشت هزار و صد و چهل و نهمین سیارک کشف شده‌است که در ۱۱ مه ۱۹۸۵ کشف شد.
قدر مطلق سیارک برابر ۱۳٫۶۰ است.